# L'Objet du scandale
L'Objet du scandale est une émission de télévision, diffusée sur France 2 à partir de septembre 2008 et présentée par le journaliste Guillaume Durand. Elle est programmée tous les dimanches après-midi, vers 16 h puis en deuxième partie de soirée un mercredi soir sur deux à partir de septembre 2009.
La dernière émission est diffusée le 2 juin 2010.

## Concept
Durant chaque numéro, le journaliste Guillaume Durand et son équipe de chroniqueurs reviennent sur l'actualité brûlante d'un objet qui fait scandale. Pierre Sterckx intervient souvent avec les invités du jour. 